# Weltmeisterschaften im Trampolinturnen 2005
Die 24. Turn-Weltmeisterschaften im Trampolinturnen fanden 2005 in Eindhoven, Niederlande statt.

## Ergebnisse

### Männer Einzel
| Rang | Land     | Turner             |
| ---- | -------- | ------------------ |
|      | Russland | Alexander Russakow |
|      | Japan    | Yasuhiro Ueyama    |
|      | Japan    | Tetsuya Sotomura   |

### Männer Team
| Rang | Land                | Turner                                                               |
| ---- | ------------------- | -------------------------------------------------------------------- |
|      | Volksrepublik China | Liu Qipeng Mu Yongfeng Cheng Zhi Ye Shuai                            |
|      | Japan               | Shunsuke Nagasaki Daisuke Nagata Tetsuya Sotomura Yasuhiro Ueyama    |
|      | Russland            | Alexander Russakow German Chnytschew Alexander Lewen Dmitri Uschakow |

### Synchron Männer
| Rang | Land    | Turner                           |
| ---- | ------- | -------------------------------- |
|      | Belarus | Wladimir Kakorko Mikalaj Kasak   |
|      | Schweiz | Michel Boillet Ludovic Martin    |
|      | Japan   | Tetsuya Sotomura Yasuhiro Ueyama |

### Doppel Mini-Trampolin Männer
| Rang | Land               | Turner            |
| ---- | ------------------ | ----------------- |
|      | Bulgarien          | Radostin Ratschev |
|      | Vereinigte Staaten | Keith Douglas     |
|      | Deutschland        | Nico Gärtner      |

### Doppel Mini-Trampolin Team Männer
| Rang | Land      | Turner                                                            |
| ---- | --------- | ----------------------------------------------------------------- |
|      | Kanada    | Denis Vachon Bob Watson Bryan Milonja                             |
|      | Bulgarien | Radostin Ratschev Todor Banov Dimitar Chaushev Krassimir Kotschew |
|      | Spanien   | Hoi Pui Chau Tsang Aniol Perez Sandro Moreno Jose Manuel Munoz    |

### Tumbling Männer
| Rang | Land                | Turner        |
| ---- | ------------------- | ------------- |
|      | Volksrepublik China | Wang Jiexu    |
|      | Volksrepublik China | Chen Yang     |
|      | Polen               | Jozef Wadecki |

### Tumbling Team Männer
| Rang | Land                | Turner                                                                             |
| ---- | ------------------- | ---------------------------------------------------------------------------------- |
|      | Volksrepublik China | Huanian Pan Chen Yang Wang Jiexu                                                   |
|      | Russland            | Alexander Gontscharow Alexander Podlesky Alexei Kryschanowski Alexander Skorodunow |
|      | Frankreich          | Nicolas Divry Alexandre Dechanet Julien Coudert Nicolas Fournials                  |

### Damen Einzel
| Rank | Land        | Turnerin           |
| ---- | ----------- | ------------------ |
|      | Russland    | Irina Karawajewa   |
|      | Russland    | Natalia Tschernowa |
|      | Deutschland | Anna Dogonadze     |

### Damen Team
| Rank | Land                | Turnerin                                                   |
| ---- | ------------------- | ---------------------------------------------------------- |
|      | Volksrepublik China | Huang Shanshan Dan Luo Zhong Xingping Wang Wenjuan         |
|      | Russland            | Irina Karawajewa Natalia Tschernowa Natalia Kolesnikowa    |
|      | Vereinigte Staaten  | Jennifer Parilla Amanda Bailey Jenny Wescott Alaina Hebert |

### Synchron Damen
| Rang | Land        | Turner                              |
| ---- | ----------- | ----------------------------------- |
|      | Russland    | Irina Karawajewa Natalia Tschernowa |
|      | Kanada      | Karen Cockburn Rosannagh MacLennan  |
|      | Deutschland | Jessica Simon Anna Dogonadze        |

### Doppel Mini-Trampolin Damen
| Rang | Land     | Turner        |
| ---- | -------- | ------------- |
|      | Portugal | Silvia Saiote |
|      | Russland | Anna Iwanowa  |
|      | Portugal | Ana Simoes    |

### Doppel Mini-Trampolin Team Damen
| Rang | Land               | Turner                                                     |
| ---- | ------------------ | ---------------------------------------------------------- |
|      | Portugal           | Silvia Saiote Marta Ferreira Ana Simoes Nicole Pacheco     |
|      | Vereinigte Staaten | Megan Dacy Krista Mahoney Ashlynn Sundvold Shelly Kloschan |
|      | Kanada             | Julie Warnock Sarah Charles Jane Bickerstaff Rose James    |

### Tumbling Damen
| Rang | Land                   | Turner             |
| ---- | ---------------------- | ------------------ |
|      | Russland               | Anna Korobeinikowa |
|      | Ukraine                | Jelena Chabanenko  |
|      | Vereinigtes Königreich | Samantha Palmer    |

### Tumbling Team Damen
| Rang | Land               | Turner                                                                 |
| ---- | ------------------ | ---------------------------------------------------------------------- |
|      | Russland           | Tatrjana Danilina Natalja Rachmanowa Jelena Blujina Anna Korobeinikowa |
|      | Vereinigte Staaten | Yulia Hall Alexis Diaz Amy McDonald Leanne Seitzinger                  |
|      | Frankreich         | Emelie Milory Delphine Francois Marion Limbach Elisa Faure             |

### Medaillenspiegel
| Rang | Nation                 | Gold | Silber | Bronze | Gesamt |
| ---- | ---------------------- | ---- | ------ | ------ | ------ |
| 1    | Russland               | 5    | 4      | 1      | 10     |
| 2    | Volksrepublik China    | 4    | 1      | -      | 5      |
| 3    | Portugal               | 2    | -      | 1      | 3      |
| 4    | Kanada                 | 1    | 1      | 1      | 3      |
| 5    | Bulgarien              | 1    | 1      | -      | 2      |
| 6    | Belarus                | 1    | -      | -      | 1      |
| 7    | Vereinigte Staaten     | -    | 3      | 1      | 4      |
| 8    | Japan                  | -    | 2      | 2      | 5      |
| 9    | Schweiz                | -    | 1      | -      | 1      |
| 9    | Ukraine                | -    | 1      | -      | 1      |
| 11   | Deutschland            | -    | -      | 3      | 3      |
| 12   | Frankreich             | -    | -      | 2      | 2      |
| 13   | Spanien                | -    | -      | 1      | 1      |
| 13   | Polen                  | -    | -      | 1      | 1      |
| 13   | Vereinigtes Königreich | -    | -      | 1      | 1      |